# 土屋寿直
土屋 寿直（つちや ひさなお）は、常陸土浦藩の第5代藩主。
宝暦11年（1761年）5月22日、第4代藩主土屋篤直の長男として生まれる。安永5年（1776年）の父の死去により家督を継ぎ、12月16日に従五位下・相模守に叙位・任官する。
しかし病弱だったため、安永6年（1777年）7月19日に死去した。享年17。異母弟の泰直が養子となり跡を継いだ。

## 系譜
父母
- 土屋篤直（父）
- 勢野子 ー 和田源左衛門の娘、側室（母）

養子
- 土屋泰直 ー 実弟